# Levitate (canción de Imagine Dragons)
«Levitate» (en español: «Levita») es una canción de la banda estadounidense de Rock alternativo Imagine Dragons, lanzada el 29 de noviembre de 2016 por KIDinaKORNER e Interscope Records como parte de la banda sonora de la película Passengers, dirigida por Morten Tydulm, y forma parte de la edición Intl Deluxe del tercer álbum de estudio de la banda, «Evolve». Fue escrita por los intérpretes y el productor Tim Randolph.

## Publicación
Fue lanzado el 29 de noviembre del 2016 a través del sello discográfico KIDinaKORNER  e Interscope Records como el tema principal de la película Passengers. El 1 de diciembre de 2016, el grupo lanzó en su cuenta de YouTube, el audio oficial de la canción.
El sencillo fue incluido más adelante en la versión Intl Deluxe del álbum «Evolve» de Imagine Dragons.

## Lista de sencillos
| Levitate (From The Original Motion Picture “Passengers”): Descarga digital |                                                            |                 |          |  |
| N.º                                                                        | Título                                                     | Artista(s)      | Duración |  |
| 1.                                                                         | «Levitate» (From The Original Motion Picture “Passengers”) | Imagine Dragons | 3:19     |  |

## Créditos
Adaptado del booklet de la edición «Intl Deluxe» de «Evolve».
Levitate
- Escrito por Dan Reynolds, Wayne Sermon, Ben McKee, Daniel Platzman y Tim Randolph.
- Publicado por Imagine Dragons Publishing (BMI) / Universal/KIDinaKORNER, Vari Mu (BMI).
- Producido por Tim Randolph.
- Mezclado por Serban Ghenea.
- Mezclado en “MixStar Studios” (Virginia Beach, VA).
- Ingeniería de Mezcla por John Hanes.
- Masterizado por Tom Coyne en “Sterling Sound” (Nueva York).

From The Original Motion Picture “Passengers”.
℗ 2016 KIDinaKORNER/Interscope Records
Imagine Dragons
- Dan Reynolds: Voz.
- Wayne Sermon: Guitarra.
- Ben McKee: Bajo.
- Daniel Platzman: Batería.

## Historial de lanzamientos
| Región        | Fecha                  | Formato          | Discográfica                    | Ref.. |
| ------------- | ---------------------- | ---------------- | ------------------------------- | ----- |
| Todo el mundo | 9 de noviembre de 2016 | Descarga digital | KIDinaKORNER Interscope Records |       |